# Шаги по земле
«Шаги по земле» — советский телефильм 1968 года режиссёра Игоря Добролюбова.

## Сюжет
1960-е годы, группа археологов под руководством профессора Журавлёва ведёт раскопки в южных степях. Студентка Аня, познакомившись с местным табунщиком Санькой, узнаёт от него, что по рассказам старожилов накануне войны в этих же местах уже были археологи во главе со старым учёным. Журавлёв догадывается, что это была пропавшая без вести в июне 1941 года группа его учителя профессора Нечаева, в составе которой была и любимая им девушка, и начинает поиски уже не древних артефактов, а следов той археологической экспедиции.
Спустя два десятка лет старый табунщик Никифор, тогда чудом выживший, вспоминает: немцы взяли в плен археологов — учёного, парня и девушку, и хотели узнать где находятся старинные ценности, пытали их, оставив под палящим солнцем, а профессора Нечаева допрашивал фашистский офицер — ему была нужна рукопись известного учёного с доказательствами, опровергающими фальсифицирующие историю данные нацистской науки и теорию о превосходстве германской нации.

## В ролях
- Валентин Зубков — Матвей Петрович Журавлев, профессор, руководитель археологической экспедиции
- Владимир Особик — Андрей, участник археологической экспедиции профессора Журавлева
- Раиса Недашковская — Аня, студентка, участница археологической экспедиции профессора Журавлева
- Игорь Пушкарев — Саня, табунщик степной станицы
- Лариса Зайцева — Настя, возлюбленная Сани, девушка из степной станицы
- Валентина Владимирова — мать Саньки
- Аркадий Трусов — дед Никифор, табунщик степной станицы
- Рудольф Панков — Валентин Коржов, учитель музыки в станичной школе
- Фёдор Никитин — Нечаев, профессор, руководитель археологической экспедиции 1941 года
- Валерий Баринов — Алексей, участник археологической экспедиции профессора Нечаева
- Константин Григорьев — немецкий офицер
- Зана Занони — бабушка
- Вячеслав Жариков — Жариков, старший лейтенант, сапёр

## Съёмки
Съемки проходили на побережье Азовского моря рядом с мысом Казантип вблизи города Щёлкино.
Это первый белорусский телефильм — первая картина, снятая на базе киностудии «Беларусьфильм» студией «Телефильм».
Фильм цветной — годом ранее телевидение СССР перешло на цветное вещание.
Премьера фильма по телевидению состоялась 14 июня 1969 года.